# Eric Alexander
Eric Alexander (9. srpna 1885, Londýn – 10. července 1968, Londýn) byl anglický voják a 5. hrabě z Caledonu.

## Život
Narodil se 9. srpna 1885 v Londýně jako syn Jamese Alexandera, 4. hraběte z Caledonu a jeho manželky Lady Elizabeth Graham-Toler. Roku 1898 po smrti svého otce zdědil titul hrabě z Caledonu. Studoval na Eton College a později na Trinity College v Cambridge.
Bojoval a byl zraněn v 1. světové války. Sloužil v Baltském regionu a v regimentu Life Guards dosáhl hodnosti majora.
Zemřel svobodný a bezdětný 10. července 1968 v Londýně.